# EN 166
La norma EN 166 Protección individual de los ojos - Especificaciones, en España UNE-EN 166, identifica un estándar que se utiliza para crear y verificar los dispositivos de protección ocular.
EN 166 se publicó por primera vez en 1995.
Con la emergencia sanitaria del COVID-19, la norma EN 166 se convirtió en una de las más utilizadas para la cualificación de equipos de protección individual.

## Principales requisitos de la norma
EN 166 adopta un esquema en 10 capítulos con la siguiente división:
- 1 Objeto y campo de aplicación
- 2 Normas para consulta
- 3 Términos y definiciones
- 4 Clasificación
  - 4.1 Función de los protectores de los ojos
  - 4.2 Tipos de protectores oculares
  - 4.3 Tipos de oculares
- 5 Designación de filtros
- 6 Requisitos de diseño y fabricación
  - 6.1 Construcción general
  - 6.2 Materiales
  - 6.3 Bandas para cabeza
- 7 Requisitos básicos, particulares y opcionales
  - 7.1 Requisitos básicos
  - 7.2 Requisitos particulares
  - 7.3 Requisitos opcionales
- 8 Asignación de requisitos. Métodos de ensayo y aplicaciones 
  - 8.1 Requisitos y métodos de ensayo
  - 8.2 Métodos de ensayo para el examen de tipo
  - 8.3 Aplicación de los tipos de protectores oculares
- 9 Marcado
  - 9.1 Generalidades
  - 9.2 Marcado de los oculares
  - 9.3 Marcado de la montura
  - 9.4 Marcado de protectores de los ojos en los que la montura y los oculares forman una unidad indisociable
- 10 Información suministrada por el fabricante

## Cronología
| Año  | Descripción          |
| ---- | -------------------- |
| 1995 | EN 166 (1.ª Edición) |
| 2001 | EN 166 (2.ª Edición) |